# HTC Corporation
HTC Corporation eller HTC tidligere High Tech Computer Corporation TWSE: 2498 er en taiwanesisk mobiltelefonproducent. Den blev grundlagt i 1997 og startede med at designe og konstruere mobiltelefoner for andre selskaber. Siden har de produceret succesfulde mobiltelefoner under eget navn. Tidligere solgte de under navne som Qtek eller SPV og ofte var disse forbundet med større telekommunikationsselskaber såsom Orange. Efterhånden bruger HTC nu deres eget navn til de nye telefoner. 
HTC startede med at producere mobiltelefoner til de mere avancerede og krævende brugere, hvor deres mobiltelefoner brugte Windows Mobile som styresystemet. Da HTC i 2008 skiftede over til hovedsageligt at bruge googles styresystem Android i deres mobiltelefoner, samtidig med at de lancerede deres nuværende grafisk brugerflade HTC Sense, har gjort HTC mobiltelefoner til "allemandseje".
Ligesom mange andre elektronikvirksomheder er HTC også begyndt at producere tablet-computere inden for de seneste år.

## Mobiltelefoner
Af kendte mobiltelefoner fra HTC, kan nævnes:
- HTC Advantage
- HTC ChaCha
- HTC Desire
- HTC Desire HD
- HTC Desire S
- HTC Desire Z
- HTC EVO 3D
- HTC Explore
- HTC Gratia
- HTC Hero
- HTC Incredible
- HTC Incredible S
- HTC Legend
- HTC Magic
- HTC One
- HTC One X
- HTC One X+
- HTC One Mini
- HTC One M8
- HTC One Mini 2
- HTC P4000
- HTC P4300
- HTC P4350
- HTC S710
- HTC S720
- HTC S730
- HTC S740
- HTC Sensation
- HTC Shift
- HTC Smart
- HTC Tattoo
- HTC TyTN
- HTC TyTN II
- HTC Touch
- HTC Touch Dual
- HTC Touch Polaris
- HTC Touch Diamond
- HTC Touch Diamond2
- HTC Touch Pro
- HTC Touch Viva
- HTC Touch 3G
- HTC Touch HD
- HTC Touch HD2
- HTC Touch Max 4G
- HTC Wildfire
- HTC Wildfire S
- Sony Ericsson XPERIA X1 (HTC Kovsky)
- T-Mobile G1 (HTC Dream)
- nexus one (google phone)

## Tablets
Liste over tablets, som HTC har produceret:
- HTC Flyer
- HTC Evo View 4G